# Lucia Medzihradská
Lucia Medzihradská (ur. 26 października 1965 w Breźnie) – słowacka narciarka alpejska reprezentująca Czechosłowację, trzykrotna medalistka mistrzostw świata juniorów.

## Kariera
Pierwszy raz na arenie międzynarodowej Lucia Medzihradská pojawiła się w 1985 roku, startując na mistrzostwach świata juniorów w Jasnej. Jej najlepszym wynikiem było tam dziesiąte miejsce w slalomie. Podczas rozgrywanych rok później mistrzostw świata juniorów w Bad Kleinkirchheim w czterech startach wywalczyła trzy medale. Najpierw zajęła piąte miejsce w zjeździe, jednak już w swoim drugim starcie, slalomie gigancie, zdobyła złoty medal. Dzień później była druga w slalomie, rozdzielając na podium dwie Austriaczki: Christę Hartmann i Birgit Eder. Na zakończenie tych mistrzostw zwyciężyła w kombinacji, wyprzedzając bezpośrednio Szwajcarkę Annick Chappot oraz Ulrike Stanggassinger z RFN.
Pierwsze punkty w zawodach Pucharu Świata wywalczyła 4 stycznia 1987 roku Mariborze, gdzie była dwunasta w slalomie. Kilkakrotnie punktowała, jednak nigdy nie stanęła na podium. Najwyższe lokaty w zawodach tego cyklu uzyskała 13 grudnia 1987 roku w Leukerbad i 7 stycznia 1991 roku w Bad Kleinkirchheim, gdzie kombinację kończyła na piątej pozycji. Najlepsze wyniki osiągała w sezonie 1987/1988, kiedy w klasyfikacji generalnej zajęła 43. miejsce, a w klasyfikacji kombinacji była siódma. W 1988 roku wystartowała na igrzyskach olimpijskich w Calgary, zajmując między innymi szóste miejsce w kombinacji. W tej samej konkurencji była też ósma na igrzyskach w Albertville w 1992 roku oraz trzynasta na rozgrywanych dwa lata później igrzyskach olimpijskich w Lillehammer. Kilkakrotnie startowała na mistrzostwach świata, najlepszy wynik osiągając na rozgrywanych w 1993 roku mistrzostwach świata w Morioce, gdzie rywalizację w kombinacji ukończyła na siódmej pozycji. W 1995 roku zakończyła karierę.

## Osiągnięcia

### Igrzyska olimpijskie
| Miejsce | Dzień     | Rok  | Miejscowość | Konkurencja | Czas biegu  | Strata     | Zwyciężczyni       |
| ------- | --------- | ---- | ----------- | ----------- | ----------- | ---------- | ------------------ |
| 10.     | 19 lutego | 1988 | Calgary     | Zjazd       | 1:25,86 min | +1,42 s    | Marina Kiehl       |
| 6.      | 21 lutego | 1988 | Calgary     | Kombinacja  | 29,25 pkt   | +34,13 pkt | Anita Wachter      |
| 20.     | 24 lutego | 1988 | Calgary     | Gigant      | 2:06,49 min | +7,94 s    | Vreni Schneider    |
| 13.     | 26 lutego | 1988 | Calgary     | Slalom      | 1:36,69 min | +5,49 s    | Vreni Schneider    |
| 16.     | 15 lutego | 1992 | Albertville | Zjazd       | 1:52,55 min | +2,23 s    | Kerrin Lee-Gartner |
| 8.      | 13 lutego | 1992 | Albertville | Kombinacja  | 2,55 pkt    | +43,88 pkt | Petra Kronberger   |
| 27.     | 18 lutego | 1992 | Albertville | Supergigant | 1:21,22 min | +5,54 s    | Deborah Compagnoni |
| 20.     | 19 lutego | 1992 | Albertville | Gigant      | 2:12,74 min | +6,53 s    | Pernilla Wiberg    |
| 16.     | 20 lutego | 1992 | Albertville | Slalom      | 1:32,68 min | +3,57 s    | Petra Kronberger   |
| 32.     | 19 lutego | 1994 | Lillehammer | Zjazd       | 1:35,93 min | +3,29 s    | Katja Seizinger    |
| 13.     | 21 lutego | 1994 | Lillehammer | Kombinacja  | 3:05,16 min | +7,21 s    | Pernilla Wiberg    |
| 33.     | 15 lutego | 1994 | Lillehammer | Supergigant | 1:22,15 min | +3,42 s    | Diann Roffe        |
| 20.     | 26 lutego | 1994 | Lillehammer | Slalom      | 1:56,01 min | +5,54 s    | Vreni Schneider    |

### Mistrzostwa świata
| Miejsce | Dzień       | Rok  | Miejscowość   | Konkurencja | Czas biegu  | Strata     | Zwyciężczyni    |
| ------- | ----------- | ---- | ------------- | ----------- | ----------- | ---------- | --------------- |
| 10.     | 30 stycznia | 1987 | Crans-Montana | Kombinacja  | 15,32 pkt   | +59,94 pkt | Erika Hess      |
| 11.     | 7 lutego    | 1987 | Crans-Montana | Slalom      | 1:33,30 min | +3,83 s    | Erika Hess      |
| 14.     | 7 lutego    | 1989 | Vail          | Slalom      | 1:30,88 min | +5,21 s    | Mateja Svet     |
| 7.      | 5 lutego    | 1993 | Morioka       | Kombinacja  | 3,39 pkt    | +50,55 pkt | Miriam Vogt     |
| 23.     | 9 lutego    | 1993 | Morioka       | Slalom      | 1:27,66 min | +4,51 s    | Karin Buder     |
| 31.     | 11 lutego   | 1993 | Morioka       | Zjazd       | 1:27,38 min | +2,30 s    | Kate Pace       |
| 29.     | 13 4 lutego | 1993 | Morioka       | Supergigant | 1:33,52 min | +2,77 s    | Katja Seizinger |

### Mistrzostwa świata juniorów
| Miejsce | Dzień     | Rok  | Miejscowość        | Konkurencja | Czas biegu  | Strata  | Zwyciężczyni     |
| ------- | --------- | ---- | ------------------ | ----------- | ----------- | ------- | ---------------- |
| 22.     | 28 lutego | 1985 | Jasná              | Zjazd       | 1:22,12 min | +3,31 s | Astrid Geisler   |
| 11.     | 1 marca   | 1985 | Jasná              | Gigant      | 2:14,02 min | +6,64 s | Anita Wachter    |
| 10.     | 3 marca   | 1985 | Jasná              | Slalom      | 1:40,47 min | +4,20 s | Anita Wachter    |
| 5.      | 20 lutego | 1986 | Bad Kleinkirchheim | Zjazd       | 1:40,93 min | +1,69 s | Hilary Lindh     |
| 1.      | 21 lutego | 1986 | Bad Kleinkirchheim | Gigant      | 2:06,61 min | -       | -                |
| 2.      | 22 lutego | 1986 | Bad Kleinkirchheim | Slalom      | 1:31,92 min | +0,21 s | Christa Hartmann |
| 1.      | 22 lutego | 1986 | Bad Kleinkirchheim | Kombinacja  | 1:22,12 min | -       | -                |

### Puchar Świata

#### Miejsca w klasyfikacji generalnej
- sezon 1986/1987: 74.
- sezon 1987/1988: 43.
- sezon 1988/1989: 62.
- sezon 1990/1991: 46.
- sezon 1991/1992: 81.
- sezon 1992/1993: 63.
- sezon 1993/1994: 90.